# چال پا سوخته
چال پا سوخته مربوط به دوران‌های تاریخی پس از اسلام است و در شهرستان سقز، بخش مرکزی، روستای قبغلوجه واقع شده و این اثر در تاریخ ۲۷ مرداد ۱۳۸۲ با شمارهٔ ثبت ۹۶۴۲ به‌عنوان یکی از آثار ملی ایران به ثبت رسیده است.